# Joshiko Saibou
Joshiko Saibou, né le 7 mars 1990 à Cologne, en Allemagne, est un joueur allemand de basket-ball, évoluant au poste de meneur.

## Biographie
Joshiko Saibou est d'origine togolaise. Il commence sa carrière professionnelle en 2009 avec son club formateur de l'ALBA Berlin. En 2011, il signe un contrat de deux ans avec le TBB Trier. Après des passages à Crailsheim Merlins et S.Oliver Baskets, il rejoint les Gießen 46ers en 2016. Il y reste une saison avant de rejoindre son ancien club de l'ALBA Berlin, le 2 juin 2017.
Il devient international allemand en 2018. 
Le 10 juillet 2019, il est recruté par Telekom Baskets Bonn.
Le 4 août 2020, il est licencié par l'équipe de Bonn pour mauvaise conduite pendant la crise du pandémie de Covid-19. Le club annonce avoir mis fin à son contrat pour manquements aux conditions du contrat de travail actuel en tant qu’athlète professionnel et pour avoir répandu des théories du complot sur le Covid-19.
Le 8 février 2021, Champagne Basket annonce sa signature pour la fin de la saison 2020-2021.
Le 17 juillet 2021, il s'engage pour deux saisons avec la JDA Dijon.
Il dispute les Jeux olympiques de 2020 avec la sélection allemande, éliminé en quarts de finale par la Slovénie
En septembre 2023, Joshiko Saibou retourne en Allemagne, au Science City Jena, qui évolue en deuxième division.
Le 19 novembre 2024, il rejoint le Stade rochelais, alors dernier de Betclic Élite.